# Lie (NF)
Lie è un singolo del rapper statunitense NF, pubblicato il 17 aprile 2018 come quarto estratto dal terzo album in studio Perception. La canzone viene riprodotta in chiave di Fa maggiore e di 95 battiti al minuto.

## Formazione
- Scrittori – Nathan Feurstein, Tommee Profitt, Mike Elizondo, Jr.
- Produzione – Tommee Profitt
- Missaggio – Tommee Profitt
- Strumenti, programmazione - Tommee Profit